# マクストフカセグレン式望遠鏡

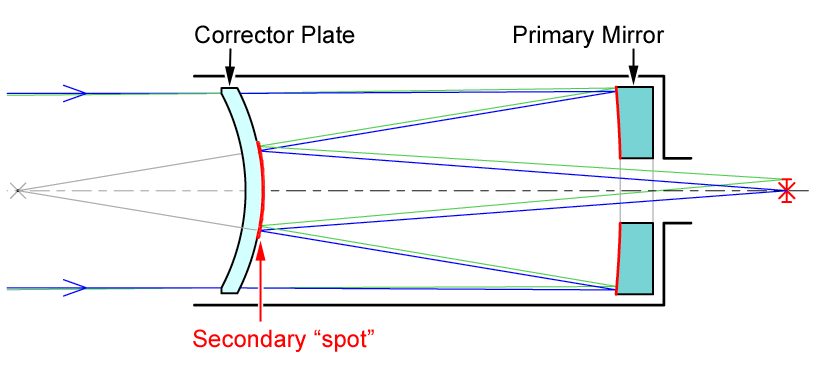
構成図

マクストフカセグレン式望遠鏡（マクストフカセグレンしきぼうえんきょう、Maksutov–Cassegrain telescope ）は、反射式と屈折式の両方を組み合わせたカセグレン式望遠鏡の一形式である。

## 発明
数値制御研磨機や検査法が発達したもののシュミット式望遠鏡の補正板製作は球面研磨より厄介であり、球面だけでシュミット補正板と同じ効果を得る方法が世界各国で研究された。1943年にソビエト連邦のD・D・マクストフは凹面を対物側に向けたメニスカスレンズが球面鏡と逆の球面収差とコマ収差を持っていることに着目しマクストフカメラを製作、これを望遠鏡として使用するためにメニスカスレンズ後面中央部をメッキして反射鏡とし、主鏡中央に穴を開けて焦点を後部に出し、鏡筒後部で観察できるようにしたのがマクストフカセグレン式望遠鏡である。
鏡筒前端が閉じており筒内気流が少なく、副鏡の支持棒がないので回折も少なく良像を得やすい。残存色収差もわずかである。

## 製品
カール・ツァイスは有効径150mm焦点距離2250mmF15の「150/2250」を製造していた。これは副鏡をメニスカスレンズの裏側そのものではなく独立させたもので、曲率半径も変えてあるようだという。
カール・ツァイスはその後有効径180mm焦点距離1800mmF10の「180/1800」を製造、西側ではゼロデュアに相当するシタール（Sitall ）というセラミックガラスを主鏡材に採用していた。鏡筒径はφ236mm、鏡筒長は545mm、重量約14kg。カセグレン式望遠鏡は一般に鏡筒の重心が後方にあり対象の高度による接眼部の高さ変化が少ないが、この望遠鏡ではこの利点が特に強調されていた。像面湾曲はシュミットカセグレン式望遠鏡との比較で非常に少ないという。